# Timàlia bicolor
La timàlia bicolor (Cyanoderma bicolor) és un ocell de la família dels timàlids (Timaliidae).

## Hàbitat i distribució
Habita boscos i matolls de les terres baixes de Borneo i les properes illes Banggai.